# Пан Мін А
У цьому корейському імені прізвище (Пан) стоїть перед особовим ім'ям.
Пан Мін А (кор. 방민아, 方珉雅, нар. 13 травня 1993, Інчхон, Південна Корея),  більш відома під мононімом Міна — південнокорейська співачка та акторка. Вона дебютувала як учасниця жіночого гурту Girl's Day у 2010 році та випустила свій перший сольний альбом I Am a Woman Too у 2015 році. Вона знімалася в різних фільмах і телесеріалах, включаючи головні ролі у серіалах «Красуня Кон Сім» (2016) і «Мій абсолютний бойфренд» (2019).

## Раннє життя
Пан Мін А народилася 13 травня 1993 року в Інчхоні, Південна Корея. Вона відвідувала Жіночу середню школу Чінсон і здобула вищу освіту у Жіночому університеті Тондок за спеціальністю «Телерадіомовлення».

## Музична кар'єра

### Girl's Day
9 липня 2010 року Міна дебютувала як учасниця жіночої гурту Girl's Day на шоу «Music Bank» з їхнім першим синглом «Tilt My Head».

### Сольна кар'єра
Міна випустила кілька сольних синглів: серед них «Holding Hands», пісня з проєктного альбому «4U» репера Лі Хьон До та «You, I» для саундтреку до драми «Іноземний лікар» каналу SBS.
3 березня 2015 року DreamT оголосив, що в середині березня Міна зробить соло дебют. Міна випустила свій альбом «I Am a Woman Too» 15 березня 2015 року.
Міна випустила сольний цифровий сингл «Other Way» 11 листопада 2017 року. Міна брала участь у написанні тексту до пісні «11°», а також і в написанні музики до пісні.
28 серпня 2022 року Міна зробила камбек зі своїм синглом «Once again».

## Акторська кар'єра
Міна зробила акторський дебют у шоу «Американські гірки» каналу tvN, з'явившись у сегменті «Розчаровані, але тримаймося разом». Потім вона знялася в ситкомі «Вампір-айдол» у 2011 році.
У 2013 році Міна дебютувала в кіно у фільмі «Холлі», зігравши старшокласницю, яка мріє стати балериною. За свою гру вона отримала нагороду «Акторка-початківець» на Міжнародному кінофестивалі в Кванджу. Того ж року Міна стала ведучою музичної програми «Inkigayo», яку покинула в січні 2014 року. Згодом її взяли на роль у другому фільмі — сімейній комедії «Тато напрокат».
У 2015 році Міна знялася в сімейній драмі «Солодка та дика сімейка». Вона також зіграла головну роль разом із Со Кан Джуном у вебдрамі «Найкраще майбутнє», виробництва Samsung.
У 2016 році Міна отримала свою першу головну телевізійну роль у романтичному комедійному серіалі «Красуня Кон Сім» каналу SBS. Вона отримала схвальні відгуки за її зображення «потворної», але приземленої головної героїні.
У 2019 році Міна повернулася на маленькі екрани з романтичною комедійною драмою «Мій абсолютний бойфренд», заснованою на однойменній японській манзі. У 2021 році вона знялася у суботньо-недільному серіалі «Заціни подію» каналу MBC.
У 2023 році Міна знялася фентезійному романтично-комедійному серіалі «Кур'єр» каналу ENA разом із Юн Чхан Йоном.

## Дискографія

### Мініальбоми
| Назва            | Деталі альбому                                                                                   | Пікові позиції в чартах | Продажі        |
| Назва            | Деталі альбому                                                                                   | КОР                     | Продажі        |
| ---------------- | ------------------------------------------------------------------------------------------------ | ----------------------- | -------------- |
| I Am a Woman Too | - Випущено: 16 березня 2015 - Позначка: Dream T Entertainment - Формат: CD, цифрове завантаження | 2                       | - КОР: 15 471+ |

### Сингли
| Назва                                      | Рік  | Пікові позиції у чартах | Продажі         | Альбом            |
| Назва                                      | Рік  | КОР                     | Продажі         | Альбом            |
| ------------------------------------------ | ---- | ----------------------- | --------------- | ----------------- |
| «Holding Hands» (손만 잡을게) з DinDin     | 2014 | 51                      | - КОР: 73 081+  | 4U Project        |
| «I Am a Woman Too»                         | 2015 | 15                      | - КОР: 308 989+ | I Am a Woman Too  |
| «11°»                                      | 2017 | —                       | - КОР: 14 544+  | Other Way         |
| «Butterfly» (알게 모르게)                  | 2019 | —                       | Н/Д             | Сингл без альбому |
| «Once again» (한 번만 들어줘)              | 2022 | —                       | Н/Д             | Сингл без альбому |
| «—» означає, що сингл не потрапив у чарти. |      |                         |                 |                   |

### Інші пісні в чартах
| Назва                                       | Рік  | Пікові позиції у чартах | Продажі         | Альбом             |
| Назва                                       | Рік  | КОР                     | Продажі         | Альбом             |
| ------------------------------------------- | ---- | ----------------------- | --------------- | ------------------ |
| «Whatever» MC Мон feat. Міна                | 2014 | 8                       | - КОР: 339 914+ | Miss Me Or Diss Me |
| «This Is Strange» (이상하다 참) feat. Канто | 2015 | 89                      | - КОР: 21 711+  | I Am a Woman Too   |

### Поява у саундтреках
| Назва                                       | Рік  | Пікові позиції у чартах | Продажі        | Альбом                    |
| Назва                                       | Рік  | КОР                     | Продажі        | Альбом                    |
| ------------------------------------------- | ---- | ----------------------- | -------------- | ------------------------- |
| «Cracked the Moon» (갈라진 달)              | 2010 | —                       | Н/Д            | Argo Online OST           |
| «Only Once» (단 한번만)                     | 2010 | —                       | Н/Д            | Jungle Fish 2 OST         |
| «You, I» (니가내가)                         | 2014 | 34                      | - КОР: 82 617+ | Doctor Stranger OST       |
| «Tell Me» (들려줘요)                        | 2014 | —                       | Н/Д            | Dad for Rent OST          |
| «One Person» (한 사람)                      | 2014 | —                       | - КОР: 16 249+ | The King's Face OST       |
| «No» (아니) з Лі Мін Хьоком                 | 2015 | —                       | Н/Д            | Sweet, Savage Family OST  |
| «My First Kiss»                             | 2016 | —                       | Н/Д            | Beautiful Gong Shim OST   |
| «사랑이었다» (사랑이었다) з Чон Іль Хуном   | 2019 | —                       | Н/Д            | My Absolute Boyfriend OST |
| «—» означає, що пісня не потрапила у чарти. |      |                         |                |                           |

## Фільмографія

### Фільми
| Рік          | Назва           | Роль   | Замітки                        | Прим.  |
| ------------ | --------------- | ------ | ------------------------------ | ------ |
| 2013         | «Холлі»         | Вані   |                                | [ 17 ] |
| 2014         | «Тато напрокат» | Помі   |                                | [ 20 ] |
| 2021         | «Сніжка»        | Кан І  | Нагорода «Висхідна зірка Азії» | [ 37 ] |
| В очікуванні | «Красива жінка» | Чу Йон |                                | [ 38 ] |

### Телесеріали
| Рік  | Назва                       | Роль             | Замітки  | Мережа   | Прим.  |
| ---- | --------------------------- | ---------------- | -------- | -------- | ------ |
| 2011 | «Красуня з обличчям дитини» | Хє Мі            | Камео    | KBS2     | [ 39 ] |
| 2011 | «Вампір-айдол»              | Міна             |          | MBN      | [ 16 ] |
| 2012 | «Сім'я»                     | Дівчина мрії № 1 | Камео    | KBS2     |        |
| 2013 | «Повелитель сонця»          | Кім Ка Йон       | Камео    | SBS      | [ 40 ] |
| 2013 | «Диво»                      | Чха Ин Сан       |          | SBS      | [ 41 ] |
| 2014 | «Найкраще майбутнє»         | Мі Ре            | Вебдрама | Naver TV | [ 22 ] |
| 2015 | «Солодка та дика сімейка»   | Пек Хьон Джі     |          | MBC      | [ 21 ] |
| 2016 | «Красуня Кон Сім»           | Кон Сім          |          | SBS      | [ 6 ]  |
| 2019 | «Мій абсолютний бойфренд»   | Ом Да Да         |          | SBS      | [ 7 ]  |
| 2021 | «Заціни подію»              | Ха Сон І         |          | MBC      | [ 24 ] |
| 2023 | «Кур'єр»                    | Кан Чі Хьон      |          | ENA      | [ 42 ] |

### Телевізійні шоу
| Рік       | Назва                                    | Роль                        | Мережа     | Прим.  |
| --------- | ---------------------------------------- | --------------------------- | ---------- | ------ |
| 2010      | «Американські гірки»                     | Як запрошений гість         | tvN        | [ 15 ] |
| 2010      | «Диво-жінка»                             | У ролі себе                 | MBC        | [ 43 ] |
| 2010      | «Історія чемпіона із Міною»              | У ролі себе                 | MBC        | [ 44 ] |
| 2010      | «Ми зустрічаємось»                       | У ролі себе                 | MBC every1 | [ 45 ] |
| 2010      | «Зоряний король»                         | Конкурсант                  | SBS        |        |
| 2013      | «Клініка подружніх пар: Кохання і війна» | У ролі себе                 | KBS2       |        |
| 2013–2014 | «Inkigayo»                               | Ведуча                      | SBS        | [ 19 ] |
| 2014      | «Еко село: Весела сім'я!»                | Учасник акторського складу  | SBS        | [ 46 ] |
| 2015      | «Безсмертні пісні 2»                     | Конкурсантка                | KBS2       |        |
| 2015      | «Закон джунглів»                         | Учасниця акторського складу | SBS        | [ 47 ] |
| 2015      | «Король замаскованих співаків»           | Конкурсантка                | MBC        | [ 48 ] |
| 2022      | «Друзі за ДНК»                           | Учасниця акторського складу | MBC        | [ 49 ] |

### Як ведуча
| Рік  | Назва                                                                     | Прим.  |
| ---- | ------------------------------------------------------------------------- | ------ |
| 2022 | Церемонія відкриття 24-го Сеульського міжнародного жіночого кінофестивалю | [ 50 ] |

## Як посол
- Посол зі зв'язків із громадськістю 24-го Сеульського міжнародного жіночого кінофестивалю[en] (2022)[51]

## Нагороди та номінації
| Церемонія нагородження                          | Рік  | Категорія                                                             | Номінант / Робота                             | Результат | Прим.         |
| ----------------------------------------------- | ---- | --------------------------------------------------------------------- | --------------------------------------------- | --------- | ------------- |
| Премія мистецтв Пексан                          | 2017 | Найкращий акторський дебют (жінки) — Телебачення                      | «Красуня Кон Сім»                             | Номінація | [ 52 ] [ 53 ] |
| Премія мистецтв Пексан                          | 2022 | Найкращий акторський дебют (жінки) — Кіно                             | «Сніжка»                                      | Номінація | [ 54 ]        |
| Кінопремія «Блакитний дракон»                   | 2021 | Найкраща нова акторка                                                 | «Сніжка»                                      | Номінація | [ 55 ]        |
| Кінопремія Буїль                                | 2022 | Найкраща нова акторка                                                 | «Сніжка»                                      | Номінація | [ 56 ] [ 57 ] |
| Премія пусанських кінокритиків                  | 2021 | Найкраща нова акторка                                                 | «Сніжка»                                      | Перемога  | [ 58 ]        |
| Премія мистецького кіно Чхунса                  | 2022 | Найкраща нова акторка                                                 | «Сніжка»                                      | Номінація | [ 59 ]        |
| Міжнародний кінофестиваль в Кванджу             | 2013 | Найкраща нова акторка                                                 | «Холлі»                                       | Перемога  | [ 60 ]        |
| Премія MBC драма                                | 2021 | Нагорода за майстерність, Краща акторка короткої драми                | «Заціни подію»                                | Номінація | [ 61 ]        |
| Азійський кінофестиваль у Нью-Йорку             | 2021 | Нагорода «Висхідна зірка Азії іноземного екрану»                      | «Сніжка»                                      | Перемога  | [ 62 ]        |
| Премія SBS драма                                | 2016 | Нагорода за майстерність, Краща акторка романтично-комедійної драми   | «Красуня Кон Сім»                             | Перемога  | [ 63 ]        |
| Премія SBS драма                                | 2016 | Нагорода «Нова зірка»                                                 | «Красуня Кон Сім»                             | Перемога  | [ 63 ]        |
| Премія SBS драма                                | 2016 | Краща пара                                                            | Пан Мін А (з Нам Кун Мін) («Красуня Кон Сім») | Номінація |               |
| Премія SBS драма                                | 2019 | Нагорода за високу майстерність, Краща акторка середньотривалої драми | «Мій абсолютний бойфренд»                     | Номінація | [ 64 ]        |
| Сеульський міжнародний молодіжний кінофестиваль | 2014 | Найкраща OST у виконанні співачки                                     | «You, I»                                      | Номінація |               |
| Сеульська музична премія                        | 2016 | Основна нагорода (Понсан)                                             | «I Am a Woman Too»                            | Номінація |               |
| Сеульська музична премія                        | 2016 | Нагорода за популярність                                              | Пан Мін А                                     | Номінація |               |
| Корейський фестиваль «Жінки в кіно»             | 2021 | Найкраща нова акторка                                                 | «Сніжка»                                      | Перемога  | [ 65 ]        |